# Cry Baby (Lena Katina)
Cry Baby è un singolo della cantante russa Lena Katina, pubblicato l'11 settembre 2020.

## Descrizione
La canzone è una ballata pop malinconica scritta da Jurij Andrijčenko e Aleksandr Choroškovatij.
Il testo del brano è cantato in due lingue diverse: il ritornello in lingua inglese mentre le strofe in lingua russa.

## Video musicale
Il video musicale del brano, girato a Mosca a fine estate 2020 e uscito il 10 settembre successivo, è stato registrato dall'iPhone personale della cantante e realizzato interamente attraverso la funzione Stories del social Instagram, utilizzando il filtro "Super 8mm".

## Tracce
Download digitale
1. Cry Baby – 3:02